# 주경야독
《주경야독》은 아침에 공부하고, 저녁에 일하고 싶은 자격증에 대한 자기계발서으로 자격증,기능사 등을 포함하고 있어 서울시 금천구에 위치해 두고 있고, 자격증의 목표로 하여, 자격증에 대한 종사자의 합격 관리를 하고 있다.
주경야독의 합격 및 자기계발사으로 관계와 의미가 없다. 웹사이트 참조(http://www.yadoc.co.kr)